# Ернесто де Куртис
Ернесто де Куртис (4. октобар 1875. - 31 децембар 1937.) је био италијански композитор.
Рођен је у Напуљу. Студирао је клавир и дипломирао на Конзерваторијуму Сан Пјетро а Мајела.
Умро је у Напуљу 1937. године.

## Дела
Написао је стотинак песма укључујући:
- "Torna a Surriento" - 1902.
- "Voce 'e notte" - 1904.
- "Canta pe' me" - 1909.
- "Non ti scordar di me" - 1912.
- "Sona chitarra" - 1913.
- "Tu ca nun chiagne" - 1915.
- "Senza nisciuno" - 1915.
- "Duorme Carmé'"
- "Ti voglio tanto bene"